# Николай Михайлов (зограф)
Вижте пояснителната страница за други личности с името Николай Михайлов.
Николай Михайлов (на гръцки: Νικόλαος του Μιχαήλ) е възрожденски зограф, заедно с баща си Михаил Анагност е представител на Самаринската художествена школа и консервативното зографско творчество в Македония във втората половина на XIX век, „последна реминисценция на златното време на поствизантийското изкуство“ в Македония.

## Биография
Роден е в град Крушево в семейството на видния влашки зограф от Самарина Михаил Анагност. По-малък брат е на зографа Димитър Михайлов. Учи при баща си и първоначално работи заедно с него. В 1842 година двамата изработват иконите за иконостаса на битолската църква „Свети Димитър“. Тука е и неговата първа самостоятелно подписана работа – иконата Исус Христос Велик архиерей за владишкия престол. Михаил и Николай работят заедно още в „Свети Георги“ в Ресен (1844, 1846, 1848) и в църквата „Свети Атанасий“ в Богомила, Велешко (1848).
Горните два реда икони и царските двери в построената в средата на XX век църква „Свети Атанасий“ в Оризари са дело на Николай Михайлов. Негов е и големият надиконостасен кръст с разпянието.
В 1849 година Николай вече работи самостоятелно и рисува престолните икони в църквата „Свети Георги“ в струмишкото Ново село. Подписът на иконата на Рождество Богородично е „Χειρ Νικωλαου του Μιχαηλ ζωγραφου εν Κρουσοβου 1849 νοεμ: 10“. В 1851 година е повикан да работи върху икони за иконостаса за храма „Свети Йоаким Осоговски“ в Осоговския манастир. В същата 1851 година дарява престолната икона на Исус Христос от опожарения иконостас на Слепченския манастир и я посвещава на родителите и братята си. В 1854 година изрисува 19 икони за иконостаса на църквата „Свети Димитър“ в Крива паланка, а около 1854 г. с тайфата си работи по изписването на горните партии на църквата „Свети Никола“ в Куманово, в която има и две икони дело на Николай. В 1858 година изработва иконите за църквата „Свети Илия“ в Блатец, Кочанско, а после и за църквата „Свети Никола“ в Търкане, Кочанско, където изрисува празничните икони. От 1860 година са работите му в църквите „Свети Георги“ в радовишкото Горни Липовик, „Св. св. Константин и Елена“ в струмишкото Моноспитово, в „Свети Георги“ в струмишкото Ново село и в „Свети Атанасий“ в гевгелийското Габрово. В 1862 година изписва големия кръст на иконостаса в съборната църква „Света Троица“ във Враня.
- Икони от църквата „Свети Георги“, 1860 г.
- „Света Богородица“
- „Свети Георги“
- Част от иконостаса

В 1866 година Николай за църквата „Възнесение Христово“ в Ращак, Скопско изработва три икони и изписва царските двери. На малката северна врата има надпис: „† Стоѧнъ, Блажо, Димишко, Іѡванъ, Тръпче, Доста, Алтана, Велика, со чадом. Смиреніи Ніколае Міхаиловичъ зуграфъ от Крушово 1866 март 10“. Сред стенописите на храма е и изображение на Злата Мъгленска в народна носия. Икона от 1866 година на Никола Михайлов има на новия Богородичен трон в Банския манастир край Прибой в Полимието.
На следната 1867 година рисува иконата „Преображение Христово“ за манастирската црква „Преображение Господне“ в Зързенския манастир, която е едно от добрите му зрели постижения. В 1868 година заедно със зографите Анастас и Стоян Станков Рензов, негови съграждани от Крушево, Николай Михайлов участва в изписването на иконостаса в крушевската църква „Успение Богородично“ в Мияшката махала. На иконата на Свети Димитър се е подписал „Χειρ Νικωλαου Μ. Ζωγ 1868“.
Николай в 1869 година заедно с няколко зографи участва в изработката на икони за иконостаса в църквата „Свети Илия“ в Алданци, Крушевско, а в следната 1870 година изработва престолните икони за църквата „Свети Петка“ в Козица, близо до Кичево. Между 1870 и 1872 г. Николай изработва най-значимите икони за иконостаса в гъркоманската църква „Свето Преображение Господне“ в Прилеп. На иконата на Христос се е подписал „Δία χειρός ταπεινου Νικωλαου Μ. Ζωγραφου εκ Κρουσοβου του εκ Σαμαρινης τη 21 δεκεμβριου 1870“, а на иконата на Богородица „Δια χειρας ταπειν Νικωλαου Μ. Ζωγραφου εκ Κρουσοβου 1871 μαϊς 29“. Внимание заслужава и иконата на Архангел Михаил на малкия северен иконостас. Негови икони има и в съседната българска „Свето Благовещение Богородично“, макар и да се смята, че са донесени от някоя друга църква.
В 1874 година работи върху двукатния иконостас в църквата „Свети Георги“ в Жегляне. Негови са четирите престолни икони – на Свети Георги Победоносец, Богородица с Христос, Исус Христос и Свети Йоан Предтеча.
Икони за църквата „Свети Георги“ в Жегляне
- „Свети Георги“
- „Пресвета Богородица с Христос“
- „Исус Христос“
- „Свети Йоан Кръстител“

След Жегляне Михайлов е извикан да изпише иконостаса в съседното село Кози дол. По-късно неизвестен зограф прерисува две икони от Дейсиса и централната икона на Исус Христос и евангелиста Матей. Първият ред икони съдържа четири престолни икони – „Преображение Христово“, „Богородица с Христос“, „Исус Христос“ и „Свети Йоан Предтеча“. На царските двери в горната половина е композицията Благовещение, а в долния дял в четири отделни пана Светите архиереи в цял ръст. Под фигурата на Архангел Гаврил са представени Свети Атанасий Александрийски и Свети Василий Велики.
Икони за църквата „Свето Преображение Господне“ в Кози дол
- „Свето Преображение Господне“
- „Пресвета Богородица с Христос“
- „Исус Христос“
- „Свети Йоан Кръстител“

В 1876 година работи с Анастас Зограф по живописта и иконостаса в църквата „Рождество Богородично“ в Бучин. От същата година е и подписана престолна икона на Исус Христос от църквата „Свети Спас“ в Тръстеник. Негови са и три престолни икони – Богородица Царица, Исус Христос и Свети Никола от църквата „Свети Никола“ в Беличица, Гостиварско. В 1881, 1883 и 1885 г. заедно със зографите Станко Мияк от Крушево и Кръстьо Николов от Лазарополе работи по иконостаса в църквата „Света Богородица“ в Брод и на иконата на Свети Георги се подписва „Смирен Нiколай М., молер оть Крушово, 1885“.
В последните десетилетия на XIX век Николай работи предимно по поръчки в ателието си в Крушево. Така примери за доставяни единични икони са „Света Троица“ за едноименния храм във Враня от 1881 година, „Влизане в Йерусалим“ за „Свети Никола“ в Куманово, „Възнесение Христово“ и „Тримата йерарси“ за „Свети Георги“ в Кочани, „Свети Никола“ за църквата „Свети Никола“ в Кратово, „Исус Христос“ от 1882 година за „Света Петка“ в Скопие. Изработва много единични икони за църквите в родния му град „Свети Йоан Кръстител“ и „Свети Никола“, в която иконите са от 1872, 1883 и 1884 г. и са оцелели при опожаряването на църквата през Илинденско-Преображенското въстание в 1903 година. В „Свети Йоан“ е последната му подписана творба – „Слизането на Светия Дух“ от 1894 година.
От Николай Михайлов са малките иконостасни икони в параклиса на старата църква в Осоговския манастир, подписани „Χειρ Νικολα“. Негови са и икони и царските двери в „Свети Архангел Михаил“ в Спанчево и „Свети Димитър“ в Зърновци и „Свети Архангел Михаил“ във Виница.
Има писмени източници, че е работил в Белград, придружаван от помощника си и ученик Адамче Янов Найдов от Прилеп.
В неговото изкуство преобладават чисти охрени тонове, съчетани със студена тъмнозелена гама, особено при оформяне на лицата и ръцете. За разлика от лицата, внася повече свобода при обработката на дрехите. Рисува ги по традиционния начин в синьо и червено или с барокови сложни драперии, украсени с флорални елементи. Използва златния цвят, за да подчертае сенчестите части, като вмъква тънки линии, които сякаш следват позата. Особено внимание обръща на златните доспехи на светите воини. Той допълни флоралната им украса с животински челюсти, апликирани на рамената.

## Родословие
|  |  |  |  |                                     |                                     |                                     |                                     | Димитър Самарински (XVIII век – XIX век) |                                     |                            |                            |                                       |                                       |                                       |                                       |                                       |                                       |                            |                            |                            |                            |  |  |  |  |  |  |  |  |  |  |  |  |  |  |  |  |  |  |  |  |  |  |
|  |  |  |  |                                     |                                     |                                     |                                     |                                          |                                     |                            |                            |                                       |                                       |                                       |                                       |                                       |                                       |                            |                            |                            |                            |  |  |  |  |  |  |  |  |  |  |  |  |  |  |  |  |  |  |  |  |  |  |
|  |  |  |  |                                     |                                     |                                     |                                     |                                          |                                     |                            |                            |                                       |                                       |                                       |                                       |                                       |                                       |                            |                            |                            |                            |  |  |  |  |  |  |  |  |  |  |  |  |  |  |  |  |  |  |  |  |  |  |
|  |  |  |  | Йоан Анагност (XVIII век – XIX век) | Йоан Анагност (XVIII век – XIX век) | Йоан Анагност (XVIII век – XIX век) | Йоан Анагност (XVIII век – XIX век) | Йоан Анагност (XVIII век – XIX век)      | Йоан Анагност (XVIII век – XIX век) |                            |                            | Михаил Анагност (XVIII век – XIX век) | Михаил Анагност (XVIII век – XIX век) | Михаил Анагност (XVIII век – XIX век) | Михаил Анагност (XVIII век – XIX век) | Михаил Анагност (XVIII век – XIX век) | Михаил Анагност (XVIII век – XIX век) |                            |                            |                            |                            |  |  |  |  |  |  |  |  |  |  |  |  |  |  |  |  |  |  |  |  |  |  |
|  |  |  |  | Йоан Анагност (XVIII век – XIX век) | Йоан Анагност (XVIII век – XIX век) | Йоан Анагност (XVIII век – XIX век) | Йоан Анагност (XVIII век – XIX век) | Йоан Анагност (XVIII век – XIX век)      | Йоан Анагност (XVIII век – XIX век) |                            |                            | Михаил Анагност (XVIII век – XIX век) | Михаил Анагност (XVIII век – XIX век) | Михаил Анагност (XVIII век – XIX век) | Михаил Анагност (XVIII век – XIX век) | Михаил Анагност (XVIII век – XIX век) | Михаил Анагност (XVIII век – XIX век) |                            |                            |                            |                            |  |  |  |  |  |  |  |  |  |  |  |  |  |  |  |  |  |  |  |  |  |  |
|  |  |  |  |                                     |                                     |                                     |                                     |                                          |                                     |                            |                            |                                       |                                       |                                       |                                       |                                       |                                       |                            |                            |                            |                            |  |  |  |  |  |  |  |  |  |  |  |  |  |  |  |  |  |  |  |  |  |  |
|  |  |  |  |                                     |                                     |                                     |                                     | Николай Михайлов (XIX век)               | Николай Михайлов (XIX век)          | Николай Михайлов (XIX век) | Николай Михайлов (XIX век) | Николай Михайлов (XIX век)            | Николай Михайлов (XIX век)            |                                       |                                       | Димитър Михайлов (XIX век)            | Димитър Михайлов (XIX век)            | Димитър Михайлов (XIX век) | Димитър Михайлов (XIX век) | Димитър Михайлов (XIX век) | Димитър Михайлов (XIX век) |  |  |  |  |  |  |  |  |  |  |  |  |  |  |  |  |  |  |  |  |  |  |